# Escola de Chicago (economia)
A Escola de Chicago é uma escola de pensamento econômico que defende o mercado livre e que foi disseminada por alguns professores da Universidade de Chicago. Os líderes dessa escola são George Stigler e Milton Friedman, ambos laureados com o Prémio Nobel da Economia. Suas ideias são associadas à teoria neoclássica da formação de preços e ao liberalismo econômico, rejeitando o Keynesianismo em favor do monetarismo, (até 1980, quando passou a defender a teoria das expectativas racionais) e rejeição total da regulamentação dos negócios, em favor de um laissez-faire quase absoluto. Em termos metodológicos enfatiza a "economia positiva", isto é, estudos empíricos baseados no uso de estatísticas, dando menor ênfase à teoria econômica e maior importância à análise estatística de dados. A "Escola de Chicago" se notabiliza por sua ampla gama de interesses, dedicando-se a estudos que vão da regulamentação ao casamento, da escravidão à demografia.
O termo "Escola de Chicago" foi concebido na década de 1950 para se referir aos professores que lecionavam no Departamento de Economia da Universidade de Chicago, bem como em áreas acadêmicas relacionadas como a Escola Superior de Administração e a Faculdade de Direito. Reuniam-se frequentemente e promoviam acaloradas discussões, que ajudaram a cristalizar uma opinião desse grupo de economistas acerca de assuntos econômicos, baseada na teoria dos preços.
Em 2018, o departamento de Economia da Universidade de Chicago, considerado um dos departamentos de economia mais importantes do mundo, tinha recebido 13 Prémios Nobel em Ciências Económicas - mais do que qualquer outra universidade - e recebeu 6 medalhas John Bates Clark. No entanto, é importante observar que nem todos os membros do departamento pertencem à Escola de Economia de Chicago, que é uma escola de pensamento e não uma organização.
As teorias da "Escola de Chicago" inicialmente embasaram a administração econômica da ditadura de Pinochet no Chile na década de 1970, com os chicago boys, e posteriormente foram adotadas, na década de 1980, por Margaret Thatcher na Inglaterra (thatcherismo) e por Ronald Reagan nos Estados Unidos (reaganomics).
Essas teorias se refletiram fortemente nas políticas do Banco Mundial e de outras instituições financeiras baseadas em Washington, tais como o Departamento do Tesouro americano e o Fundo Monetário Internacional, que passaram a adotar políticas denominadas como "neoliberais"  como receita para os países em dificuldades econômicas, como foi expressado pelo Consenso de Washington. Sob sua influência, de meados de 1980 a meados de 1990, grande parte das empresas estatais em países do terceiro mundo foram privatizadas.
James Tobin, professor da Universidade de Yale e Joseph Stiglitz, ex-Vice Presidente do Banco Mundial, ambos prêmios Nobel de Economia, criticaram violentamente, em suas publicações, as ideologias defendidas pela "Escola de Chicago" e pelo consenso de Washington.